# Peta Wilson

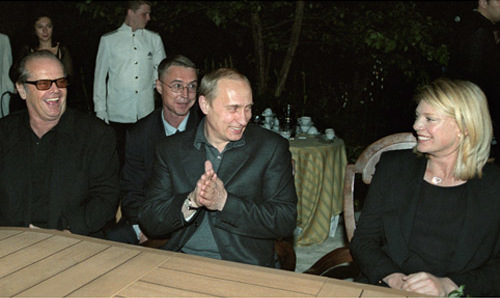
Peta Wilson cu Jack Nicholson și Vladimir Putin în 2001

Peta Gia Wilson (n. 18 noiembrie 1970, Sydney, New South Wales) este un fotomodel și actriță australiană. Este cunoscută mai ales pentru rolul lui Nikita din serialul TV La Femme Nikita.

## Filmografie

### Filme
| An   | Titlu                                 | Rol                       | Note                        |
| ---- | ------------------------------------- | ------------------------- | --------------------------- |
| 1995 | The Sadness of Sex                    | Girl of His Dreams        |                             |
| 1995 | Naked Jane                            | Marissa                   |                             |
| 1996 | Loser                                 | Alyssha Rourke            |                             |
| 1997 | One of Our Own                        | Cpl. Jennifer Vaughn      |                             |
| 2000 | Mercy                                 | Vickie Kittrie            |                             |
| 2003 | The League of Extraordinary Gentlemen | Mina Harker               |                             |
| 2006 | Superman Returns                      | Bobbie-Faye               |                             |
| 2007 | Gardens of the Night                  | Sarah                     |                             |
| 2009 | Beautiful                             | Sherrie                   |                             |
| 2010 | Errand boy                            | Genie                     | Scurtmetraj                 |
| 2011 | Somewhere Tonight                     | Girl with something extra | Voce Creditată ca Vera Lune |
| 2011 | Liberator                             | Marla Criswell            | Scurtmetraj                 |
| 2013 | Dutch Kills                           | Ladye Bishop              |                             |

### Televiziune
| An   | Titlu               | Rol             | Note                                    |
| ---- | ------------------- | --------------- | --------------------------------------- |
| 1996 | Woman Undone        | Receptionist    | Film TV                                 |
| 1996 | Strangers           | Martha          | Episodul "Going Without"                |
| 1996 | Highlander          | Inspector       | Episodul "Promises"                     |
| 1997 | Vanishing Point     | Motorcycle girl | Film TV                                 |
| 1997 | La Femme Nikita     | Nikita          | 96 episoade                             |
| 2001 | Other People        | Harriet Stone   | TV pilot                                |
| 2001 | A Girl Thing        | Alex            | Mini-series                             |
| 2002 | Joe and Max         | Anny Ondra      | Film TV                                 |
| 2004 | False Pretenses     | Dianne/Dee Dee  | Film TV                                 |
| 2005 | Jonny Zero          | Aly             | 2 episoade: "Bounty", "Diamonds & Guns" |
| 2006 | Two Twisted         | Mischa Sparkle  | Episodul "A Flash Exclusive"            |
| 2009 | Malibu Shark Attack | Heather         | Film TV                                 |
| 2010 | CSI: Miami          | Amanda          | Episodul "Sudden Death"                 |
| 2012 | The Finder          | Pope            | Episodul "Little Green Man"             |

## Premii și nominalizări
| An   | Film                                  | Premiu                                                                            | Rezultat     |
| ---- | ------------------------------------- | --------------------------------------------------------------------------------- | ------------ |
| 1998 | La Femme Nikita                       | Gemini Award Best Performance by an Actress in a Continuing Leading Dramatic Role | Nominalizare |
| 1998 | La Femme Nikita                       | OFTA Television Award Best Actress in a Cable Series                              | Nominalizare |
| 1998 | La Femme Nikita                       | Saturn Award Best Genre TV Actress                                                | Nominalizare |
| 1999 | La Femme Nikita                       | Gemini Award Best Performance by an Actress in a Continuing Leading Dramatic Role | Nominalizare |
| 2003 | The League of Extraordinary Gentlemen | Saturn Award Best Supporting Actress                                              | Nominalizare |